# 伊恩·默里
伊恩·默里（英語：Ian Murray，1976年8月10日—），是一位蘇格蘭政治人物，他的黨籍是工黨。自2010年開始，他擔任南愛丁堡選區選出的國會議員。